# Barión omega

Imagen de trazas en la cámara de burbujas del primer evento observado incluyendo bariones Ω, en el Laboratorio Nacional Brookhaven.

Los bariones omega son una familia de partículas subatómicas hadrónicas que tienen el símbolo Ω, portando una carga eléctrica elemental de +2, +1, −1, pudiendo también ser neutras. Los bariones omega no poseen ningún quark arriba (u) ni quark abajo (d). No se espera observar bariones omega que contengan quarks cima ya que el Modelo Estándar predice que tengan una vida media aproximada de 5·10-25 segundos. Esto es aproximadamente 20 veces menor que la escala de tiempo de las interacciones fuertes, y por tanto no daría lugar a la formación de hadrones.
El primer barión omega descubierto fue el Ω−
, compuesto de tres  quarks extraños, en 1964. El descubrimiento fue un gran triunfo en el estudio de los procesos entre quarks, ya que solo fue encontrado después de que su existencia, masa y productos de desintegración habían sido predichos por el físico estadounidense Murray Gell-Mann en 1962 mediante el camino óctuple, y de forma independiente por Yuval Ne'eman. Además del barión Ω−
, se descubrió una partícula Omega encantada (Ω0
c), en el que un quark extraño es sustituido por un quark encanto. El Ω−
 decae sólo a través de interacciones débiles y por lo tanto tiene una vida media relativamente larga. Los valores de espín (J) y paridad (P) para los bariones no observados se predicen mediante el modelo de quarks.
Puesto que los bariones omega no tienen quarks arriba o abajo, todos tienen isospín 0.

## Bariones omega
| Partícula                       | Símbolo | Contenido en quarks | Masa en reposo MeV/c2 | JP   | Q (e) | S  | C  | B' | Vida media (s)      | Normalmente se desintegra en                       |
| ------------------------------- | ------- | ------------------- | --------------------- | ---- | ----- | -- | -- | -- | ------------------- | -------------------------------------------------- |
| Omega                           | Ω−      | s                   | 1672.45±0.29          | 3⁄2+ | −1    | −3 | 0  | 0  | 8,21 ± 0,11 × 10−11 | Λ0 + K− o Ξ0 + π− o Ξ− + π0                        |
| Omega encantado                 | Ω0 c    | s c                 | 2697.5±2.6            | 1⁄2+ | 0     | −2 | +1 | 0  | 6,9 ± 1,2 × 10−14   | Véanse Modos de desintegración de Ω0 c (en inglés) |
| Omega inferior                  | Ω− b    | s b                 | 6054.4±6.8            | 1⁄2+ | −1    | −2 | 0  | −1 | 1,13 ± 0,53 × 10−12 | Ω− + J/ψ (visto)                                   |
| Omega doble encantado†          | Ω+ cc   | s c                 |                       | 1⁄2+ | +1    | −1 | +2 | 0  |                     |                                                    |
| Omega inferior encantado†       | Ω0 cb   | s c b               |                       | 1⁄2+ | 0     | −1 | −1 | −1 |                     |                                                    |
| Omega doble inferior†           | Ω− bb   | s b                 |                       | 1⁄2+ | −1    | −1 | 0  | −2 |                     |                                                    |
| Omega triple encantado†         | Ω++ ccc | c                   |                       | 3⁄2+ | +2    | 0  | +3 | 0  |                     |                                                    |
| Omega inferior doble encantado† | Ω+ ccb  | c b                 |                       | 1⁄2+ | +1    | 0  | +2 | −1 |                     |                                                    |
| Omega doble inferior encantado† | Ω0 cbb  | c b                 |                       | 1⁄2+ | 0     | 0  | +1 | −2 |                     |                                                    |
| Omega triple inferior†          | Ω− bbb  | b                   |                       | 3⁄2+ | −1    | 0  | 0  | −3 |                     |                                                    |

† La partícula (o la cantidad, p. ej. el espín) no ha sido observada o no se ha puesto de manifiesto.

## Descubrimientos recientes

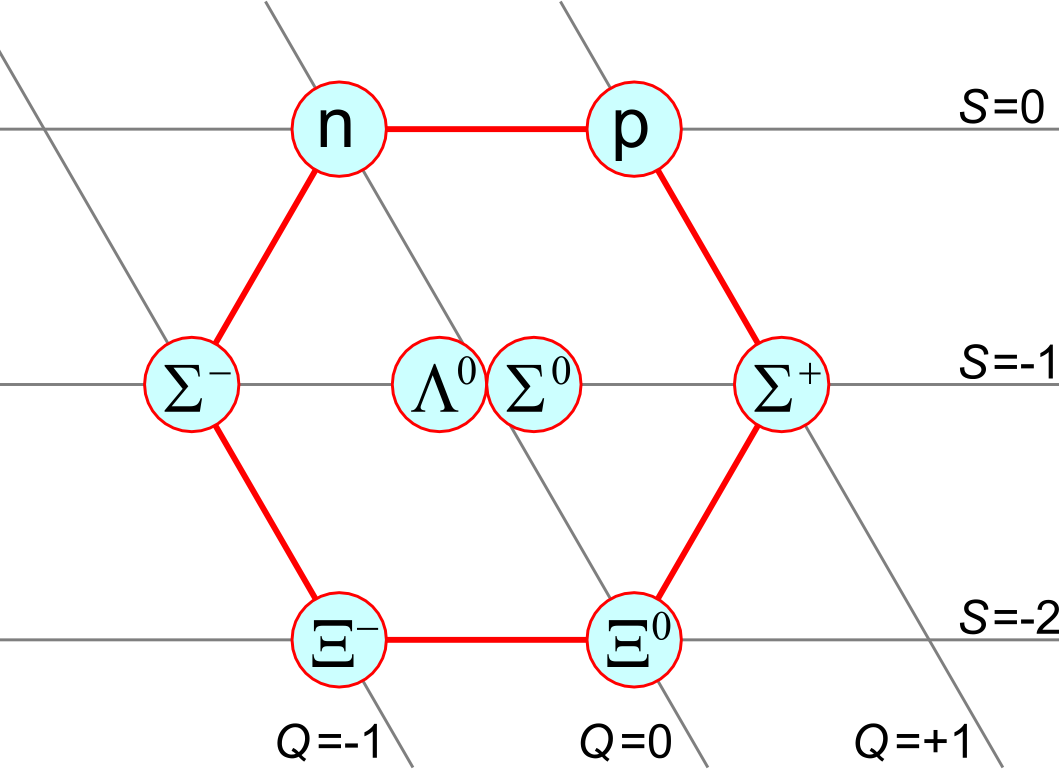
Octeto bariónico.

La partícula Omega inferior Ω−
b es un barión "doblemente extraño" que contiene dos quarks extraños y un quark fondo. El descubrimiento de esta partícula se publicó por primera vez en septiembre de 2008 por parte de los físicos que trabajan en el experimento D0 en la instalación Tevatron del Laboratorio del Acelerador Nacional Fermi. Sin embargo, la masa publicada, 6165 ± 16 MeV/c2, era significativamente mayor de lo esperado en el modelo de quarks. La aparente discrepancia con el Modelo Estándar ya se ha denominado "el puzzle Ω
b". En mayo de 2009, la colaboración CDF hizo públicos sus resultados de búsqueda de Ω−
b, basados en el análisis de una muestra de datos aproximadamente cuatro veces mayor que la utilizada por el experimento D0.  CDF midió una masa de 6054,4 ± 6,8 MeV/c2 en excelente acuerdo con la predicción del modelo estándar. No se ha observado ninguna señal en el valor publicado por DØ. Los dos resultados difieren en 111 ± 18 MeV/c2 o 6,2 desviaciones estándar y por lo tanto son incompatibles. El excelente acuerdo entre la masa medida por CDF y las predicciones teóricas es un fuerte indicio de que la partícula descubierta por el CDF es efectivamente el barión Ω−
b.